# Щучинск

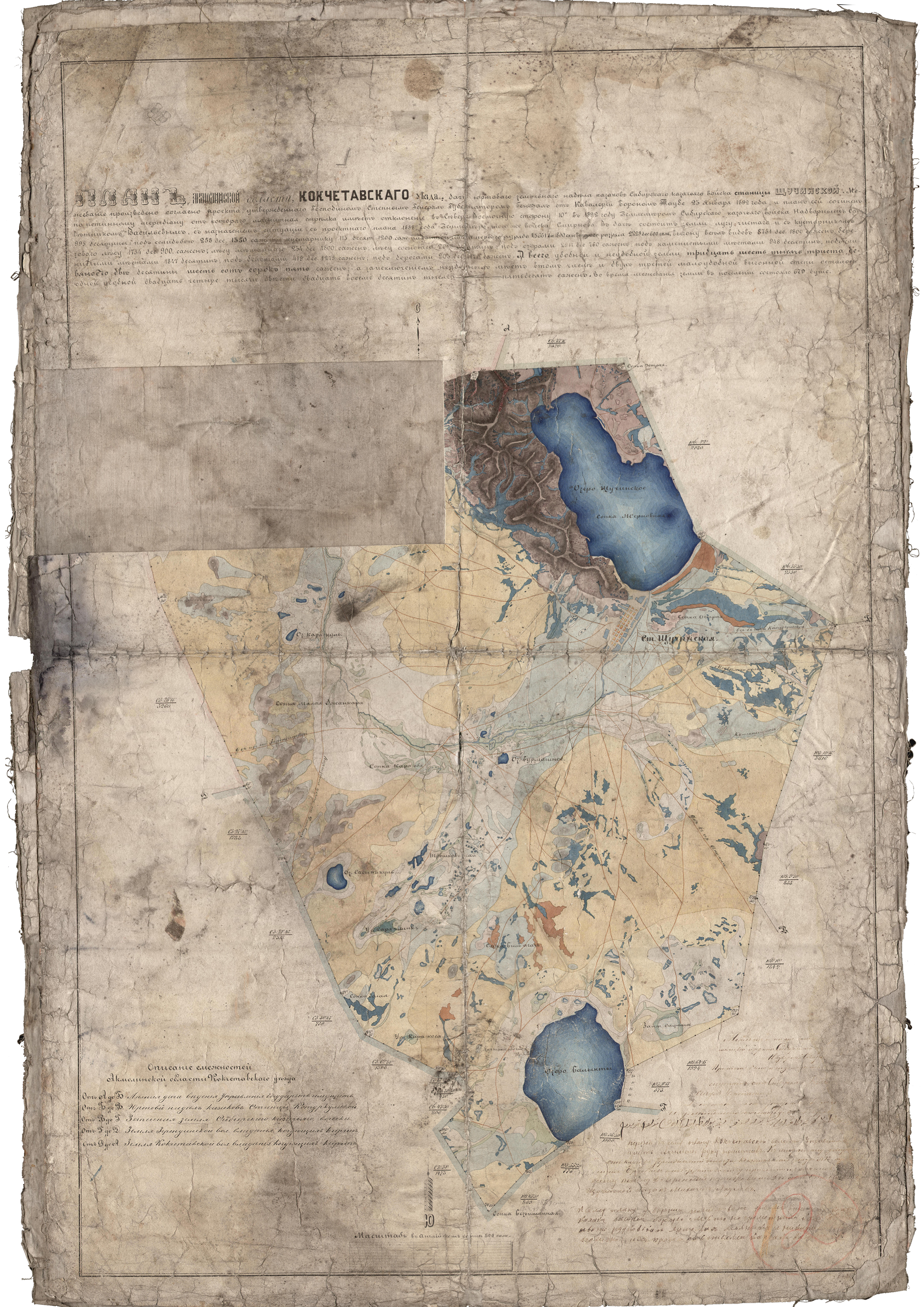
План Акмолинской области, Кокчетавскаго уезда, станицы Щучинской. 1892 год

Щу́чинск (каз. Щучинск) — город районного подчинения, центр Бурабайского района Акмолинской области Казахстана.

## География
Расположен в северной части Казахстана, на озере Щучье, в 70 км к юго-востоку от административного центра области города Кокшетау. Железнодорожная станция «Курорт-Боровое» на линии Петропавловск — Астана.
Климат
По классификации Кёппена климат Щучинска является влажным континентальным климатом с тёплым лето (Dfb). Среднегодовая температура равна 3 °C. Средняя температура самого холодного месяца — января: -14,5 °C, а самого теплого месяца — июля: 20,2 °C. В год выпадает около 410 мм осадков. В основном осадки выпадают в период с апреля по октябрь

## История
В XIX веке на месте города обитали казахские роды буркут (тургак) племени кереи. Территория входила в Сибирский юрт Тайбугидов.
Станица Щучинская
В 1850 году в 15 километрах от станицы Котуркульской (Котыркольской) (основана в 1849 году) появился выселок Щучинский, который стал одним из форпостов сибирских казаков с административным центром в Омске..
Первыми поселенцами станицы Щучинской были казаки и крестьяне после крестьянской реформы середины XIX века. В станицу прибыли и крестьяне-переселенцы из Харьковской губернии (деревня Старобельская)
Административно выселок находился при станице Котуркульской. В 1850 году в Щучинской станице были построены первые дома. Атаманской улицей стала та, где жил атаман, та, где стояла церковь — Церковной, ведущая к базару — Базарной.
21 октября 1868 года подписан Высочайший указ его Императорского Величества Российской Империи об основании Акмолинской области с административным центром в Омске. Акмолинская область была образована в составе Западно-Сибирского генерал-губернаторства, станица Щучинская отнесена к Кокчетавскому уезду этой области.
Казаки, жившие в станице, составляли 2-ю сотню 1-го казачьего полка имени Ермака Тимофеева Сибирского линейного казачьего войска. Казаки несли линейную (пограничную) службу, вели войну с Османской Империей.
В районе Чебачьих озёр в 1880-е — 1890-е гг. занимались золотодобычей.
В период Гражданской войны в окрестностях города проходили бои, казацкая станица сопротивлялась Красной армии, однако осенью 1919 года она заняла местность и установила Советскую власть. На территории города находится несколько братских могил, а в самом центре — памятник героям, павшим в Гражданской войне.
На момент прихода Советской власти в станице проживало около 3000 человек.
Село Щучье
В 1925 году в село Щучье протянули железнодорожную ветку из Кокчетава. К этому времени промышленность поселения состояла из паровой мельницы, небольшого кирпичного заводика и нескольких промысловых артелей.
В 1929 году было построено и сдано в эксплуатацию паровозное депо. В те годы оно входило в состав Омской железной дороги, управление которой укомплектовывало депо паровозами, станками, кадрами.
К концу 1920-х годов железная дорога протянулась в сторону угольного бассейна Караганды. Для устройства железнодорожных насыпей требовались строительные материалы. Так в 1929 году в районе станции началась разработка нерудных месторождений. Был создан щебёночный завод (позднее — Щучинский щебзавод № 3). Работы велись вручную, и уже в первый год было выдано около 3 тысяч кубометров щебня.
Более интенсивно развивалась промышленность, транспорт, культура и торговля к середине 1930-х годов.
К этому времени в Щучинске растёт и развивается сеть учреждений культуры и образования. В 1930 году открыто педагогическое училище. В 1934 году из Степняка передислоцирован горно-металлургический техникум.
В 1935 году в Щучинске сдано в эксплуатацию вагонное депо. Станция Курорт-Боровое становится крупным железнодорожным узлом. Локомотивы ходят до станции Акмолинской. Как и во всём СССР, щучинцы активно включились в стахановское движение. Машинисты старались водить поезда быстрее, увеличивая объёмы грузоперевозок. Росла производительность промартелей и щебёночного завода.
В 1936 году начал работать хлебозавод.
В конце 1930-х годов на базе артели «Ударник» создан стекольный завод (закрыт в 2005 году).
Ширилась сеть торговых предприятий. Население обслуживали Райпотребсоюз, ОРС НОД-1 МПС, Казторг.
Город Щучинск
20 апреля 1939 года Щучинск обретает статус города. Его население составляет уже 23 тысячи жителей. Но вскоре оно заметно увеличивается за счёт депортированных немцев, чеченцев, ингушей. Город становится многонациональным.
Во время Великой Отечественной войны на фронт отправилось свыше 12 тысяч человек (данные по району). Живыми вернулось чуть больше половины. Многие щучинцы были награждены орденами и медалями. Четверым присвоено звание Героя Советского Союза. Трое стали полными кавалерами Ордена Славы.
Промышленность города работала на обеспечение военных нужд. Из-за нехватки паровозов было организовано движение «тяжеловесников», и машинисты двумя локомотивами везли тройную норму. Щучинский промкомбинат (мебельная фабрика) изготавливал деревянные ложки, спички, ячменный кофе. В Боровском лесхозе вырабатывали дёготь, смолу, скипидар. Развёрнутые в санаториях «Щучинский» и «Бармашинский» госпитали принимали тысячи бойцов Красной армии.
В годы войны сюда были эвакуированы и работали академики с мировым именем: Н. Ф. Гамалея, Г. М. Кржижановский, В. И. Вернадский, Н. Д. Зелинский и многие другие.
Послевоенные годы не были ознаменованы заметным подъёмом промышленности и сельского хозяйства. Лишь с началом освоения целинных земель они начинают расти. За короткий срок освоено более 110 га земли, создано 13 совхозов, 2 райспецхозобъединения. Среднегодовая сдача зерна возросла в 5,3 раза до 9 тысяч тонн. Создана птицефабрика. На базе совхоза «Окжетпес» организовано тепличное хозяйство, обеспечивающее картофелем и овощами население всей области.
Освоение Целины открыло перспективы для развития животноводства. Возросло количество крупного рогатого скота, свиней, домашней птицы.
В 1950-е годы начинают свою работу крупные промышленные предприятия — такие, как ремзавод «Казремстроймаш», завод нерудных строительных материалов, завод ЖБИ, трест «Щучинсккурортстрой». Развивается транспорт, строительство, связь, появляются объекты коммунально-бытового обслуживания.
Указом Президиума Верховного Совета Казахской ССР от 30 июля 1957 года Щучинск отнесён к категории городов областного подчинения (Кокчетавская область). С 26 декабря 1960 года Щучинск входит в состав Целинного края, центром которого становится город Акмолинск (ныне — Астана). С упразднением Целинного края 19 октября 1965 года Щучинск переходит обратно в подчинение Кокчетавской области.
С 2 января 1963 по 17 декабря 1964 года город Щучинск был городом краевого подчинения Целинного края.
С 1957 по 2002 год в Щучинске функционировал КазНИИЛХ — Казахский научно-исследовательский институт лесного хозяйства. Огромный вклад в развитие лесного хозяйства внес Калмаков Алексей Алексеевич.
В 1970—1980 гг. рост промышленного производства шёл, в основном, за счёт ввода новых предприятий. Введены в строй мясокомбинат, мебельная и швейная фабрики, производственные объекты РМЗ «Агрореммаш», гормолзавод. На смену паровозам приходят тепловозы, а с 1983 года на участке Целиноград — Кокчетав открылось движение первых электропоездов.
1 июня 1979 года в Щучинске была открыта детская железная дорога, которая просуществовала почти два десятилетия. Настоящий тепловоз ТУ2-204, подаренный Кокчетавской ДЖД, обслуживали мальчики и девочки, будущие железнодорожники. Железная дорога была построена силами комсомольцев города всего за два месяца. В конце 1990-х годов Щучинская ДЖД прекратила своё существование. Летом 2017 года на территории бывшей ДЖД был открыт гольф-клуб.
В 1990-е годы происходил значительный спад экономики. Сотни семей покинули город, переселяясь в Россию, Германию, Израиль.
2 мая 1997 года Указом Президента Казахстана город Щучинск был отнесён к категории городов районного значения.[1]
3 мая 1997 года Указом Президента РК Кокчетавская область была упразднена, и город был территориально передан в состав Северо-Казахстанской области.
8 апреля 1999 года Щучинск вошёл в состав Акмолинской области.
Щучинск стал первым городом Казахстана, в который из столицы была проложена высокоскоростная магистраль (Астана — Щучинск), отвечающая всем требованиям международных стандартов. Это самый масштабный и дорогостоящий проект в истории республики (стоимость строительства 1 км трассы составила в среднем 3,7 млн долларов). При этом городские дороги остаются в крайне плачевном состоянии.
В городе издаются три общественно-политические газеты: «Луч» (тираж 5100 экземпляров), «Стабильная газета» (тираж 4200 экземпляров) на русском языке и «Бурабай» (тираж 1550 экземпляров) на казахском языке. С 2005 года действует местное кабельное телевидение.
В 2022 году, 26 июня, в городе состоялись первые выборы акима города, на должность претендовали 3 кандидата: Дуйсенов Жасканат Нурланулы, Нурмагамбетов Олжас Байболатович, Оразалин Жанарбек Мырзабекович. Из 32 746 граждан, имеющих право голоса, проголосовало 14 392 человека (44 %). Из них за Дуйсенова Ж. Н. — 1162 (8,07 %); за Нурмагамбетова О. Б. — 9775 (67,9 %); за Оразалина Ж. М. — 2352 (16,35 %). Число недействительных бюллетеней — 180, с отметкой в строке «Против всех» — 923. Таким образом Нурмагамбетов Олжас Байболатович признан первым выборным акимом Щучинска.

## Микрорайоны города
Город разделен на несколько микрорайонов:
- Южный
- Большой и Малый Капай
- Привокзальный
- Нефтебаза
- Элеватор
- Ремзавод
- Центр
- Восьмое марта
- Горный
- СМП
- Карьер
- Маслозавод
- Райбольница
- Стеклозавод
- ЩИПТ
- Кадетский корпус / Бармашино
- БСХТ
- Институт
- Энергетики
- Заречный
- Дачный
- Кирпичный
- Ботанический
- Экспедиция
- Конный двор
- пос. Щучинский
- Академия/ Кадетский 2

## Население
| Численность населения | Численность населения | Численность населения | Численность населения | Численность населения | Численность населения | Численность населения | Численность населения | Численность населения | Численность населения |
| 1959                  | 1970                  | 1979                  | 1989                  | 1991                  | 1999                  | 2004                  | 2005                  | 2006                  | 2007                  |
| --------------------- | --------------------- | --------------------- | --------------------- | --------------------- | --------------------- | --------------------- | --------------------- | --------------------- | --------------------- |
| 39 208                | ↗40 432               | ↗47 948               | ↗55 539               | ↗56 000               | ↘45 254               | ↘41 561               | ↗42 010               | ↗42 615               | ↗42 952               |
| 2008                  | 2009                  | 2010                  | 2011                  | 2012                  | 2013                  | 2014                  | 2015                  | 2016                  | 2017                  |
| ↗43 201               | ↗44 106               | ↗44 331               | ↗44 572               | ↗45 004               | ↗45 615               | ↗45 896               | ↘45 429               | ↗46 102               | ↗46 274               |
| 2018                  | 2019                  | 2020                  | 2021                  |                       |                       |                       |                       |                       |                       |
| ↗46 480               | ↗46 810               | ↗46 870               | ↘46 726               |                       |                       |                       |                       |                       |                       |

## Экономика
На территории города расположены предприятия железнодорожного и автомобильного транспорта. Заводы: нерудных строительных материалов, железобетонных изделий, молочный завод, мясокомбинат, швейная фабрика и котельно-механический завод. Крупнейший населённый пункт Щучинско-Боровской курортной зоны.

## Транспорт

### Воздушный транспорт
Ближайший аэропорт — Международный аэропорт Кокшетау — расположен в районе посёлка Акколь и находится в 68 км от центральной части Щучинска по автомобильным трассам республиканского значения A1 и A13.

### Городской транспорт
В Щучинске имеется 7 городских, и 6 пригородных автобусных маршрутов. Цена проезда в городском автобусе составляет 110 тенге, детский билет 50 тенге, стоимость проезда по маршрутам 11, 24, 25 — 250 тенге.
Маршруты обслуживает Ассоциация пассажирских перевозок города Щучинска.
| №  | Направления                                                                    |
| -- | ------------------------------------------------------------------------------ |
| 1  | Вокзал — ул. Абылай-хана — Райбольница — «мкр. БСХТ» — Институт                |
| 4  | Вокзал — ул. Абылай-хана — ул. Бауыржана Момушулы — мкр.«Горный»— ул. Мамыр    |
| 5  | Вокзал — ул. Ауэзова — Рынок — СШ № 2 — магазин «Тройка»                       |
| 6  | мкр. Южный — Автовокзал — СШ № 2 — ул. Абылай-хана — Райбольница               |
| 7  | Мясокомбинат — магазин «Тройка» — Элеватор — Рынок                             |
| 8  | Вокзал — ул. Абылай-хана — ул. Ауэзова — мкр.«Дачи»                            |
| 9  | Вокзал — Ауэзова — Райбольница — маг. Дана — мкр.«Институт» — мкр.«Энергетики» |
| 11 | Вокзал — ул. Ауэзова — пос. Бурабай — с. Зелёный бор                           |
| 12 | Вокзал —ул. Ауэзова — пос. Щучинский — пос. Бурабай                            |
| 21 | Вокзал — Златополье — Савинка                                                  |
| 22 | Вокзал — Дмитриевка — Урумкай                                                  |
| 24 | Вокзал — с. Карашилик — с.Корнекты                                             |
| 25 | Вокзал — ул. Ауэзова — ул. Канай би — мкр.«Экспедиция» — пос. Катарколь        |

Расписание автобусных маршрутов
| Маршрут | Начало движения | Интервал      | Окончание движения                                           |
| ------- | --- | ------------- | ------------------------------------------------------------ |
| 1       | Вокзал 7:00 Институт 7:30                                                                                                  | 20-30 мин.    | Вокзал 19:00 Институт 20:00                                  |
| 4       | Вокзал 7:00 Солнечная 7:30                                                                                                 | 20-30 мин.    | Вокзал 19:00 Солнечная 20:00                                 |
| 5       | Вокзал 7:00 — маг. Тройка 7:30                                                                                             | 30-60 мин.    |                                                              |
| 6       | мкр. Южный 8:00 Райбольница 8:30                                                                                           | 60 мин.       | мкр. Южный 18:00 Райбольница 18:30                           |
| 7       | Мясокомбинат Рынок | 30 мин.       |                                                              |
| 8       | Вокзал 9:00, 17:00 Дачи 9:25, 17:25                                                                                        | по расписанию | Вокзал 10:00, 18:00                                          |
| 9       | Поликлиника 7:00 мкр. Энергетики 7:30                                                                                      | 60 минут      | Поликлиника 18:00 мкр. Энергетики 18:30                      |
| 11      | Вокзал 7:00 Птицефабрика                                                                                                   | 90 минут      | Вокзал 19:00                                                 |
| 12      | | по расписанию |                                                              |
| 21      | | по расписанию |                                                              |
| 22      | | по расписанию |                                                              |
| 24      | Вокзал 07:00, 9:30, 13:30, 18:30 Карашилик                                                                                 | по расписанию |                                                              |
| 25      | Вокзал 7:10, 9:00, 10:30, 12:20, 14:00, 16:00, 18:00, 19:30 Катырколь 7:50, 9:40, 11:20, 13:00, 14:40, 16:40, 18:40, 20:05 | по расписанию | Вокзал 8:22, 10:10, 11:52, 13:32, 15:12, 17:12, 18:12, 20:37 |

## Учебные заведения
- ГУ «Национальный университет обороны» с 2002 по 2014 год находился в Щучинске
- ГУ «Кадетский корпус Министерства обороны Республики Казахстан имени Ш. Уалиханова»
- ГККП «Педагогический колледж, город Щучинск»
- ГККП «Колледж экологии и лесного хозяйства»
- ГККП «Высший технический колледж, город Щучинск. vtk.aqmoedu.kz. Дата обращения: 12 января 2021.»

В городе 5 среднеобразовательных школ, 3 школы-гимназии, 2 школы-лицея и 1 школа-интернат общего типа.

## Спорт
На горе Каменуха расположен Национальный центр лыжного спорта. Комплекс включает в себя лыжную трассу, биатлонную трассу, лыжные трамплины, лыжероллерную трассу.
В 2023 году Международный союз биатлонистов провел в Щучинске Чемпионата мира среди юниоров по биатлону.

## Отдых в Щучинско-Боровской курортной зоне

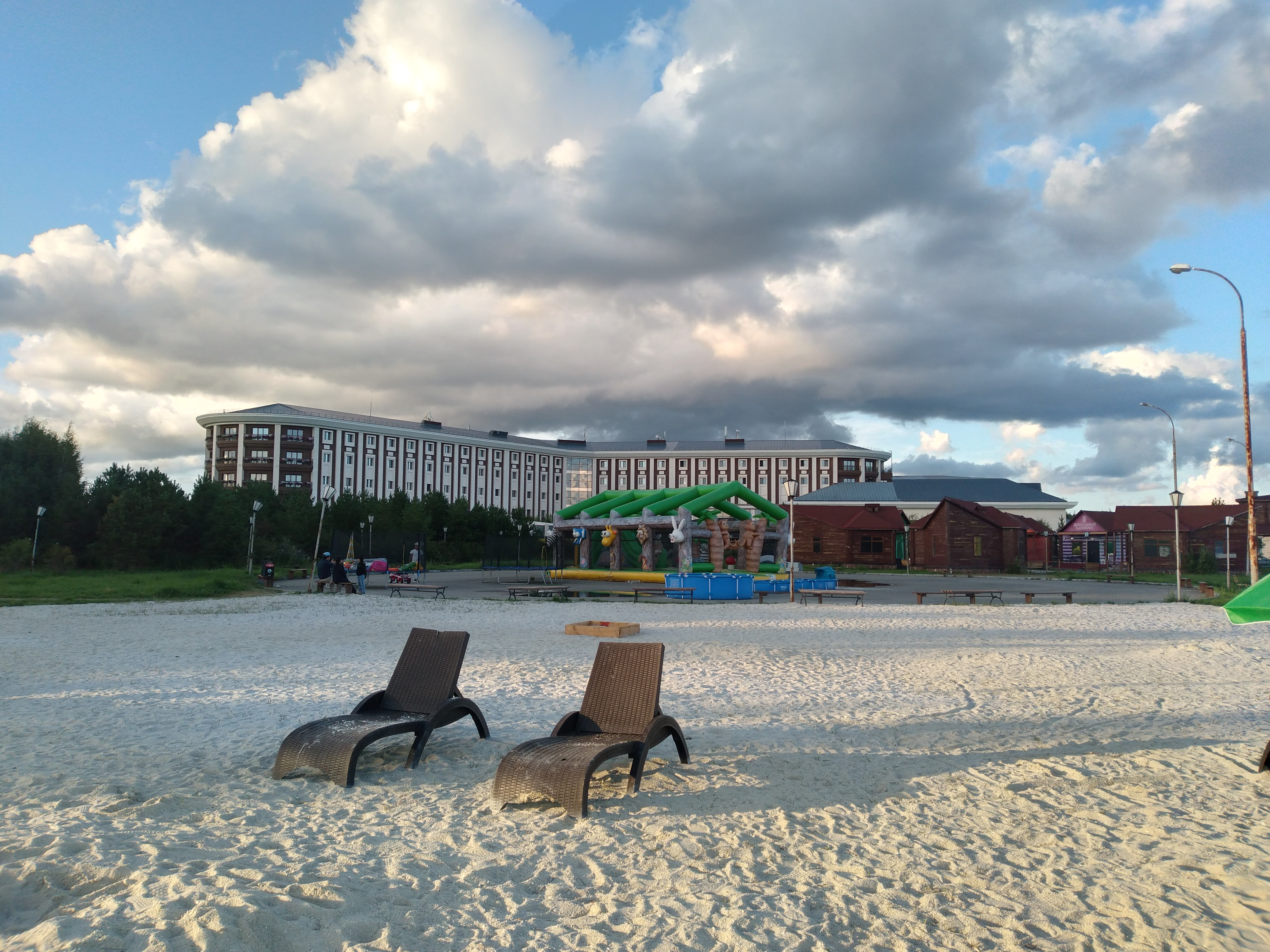
Отель «Rixos Borovoe»

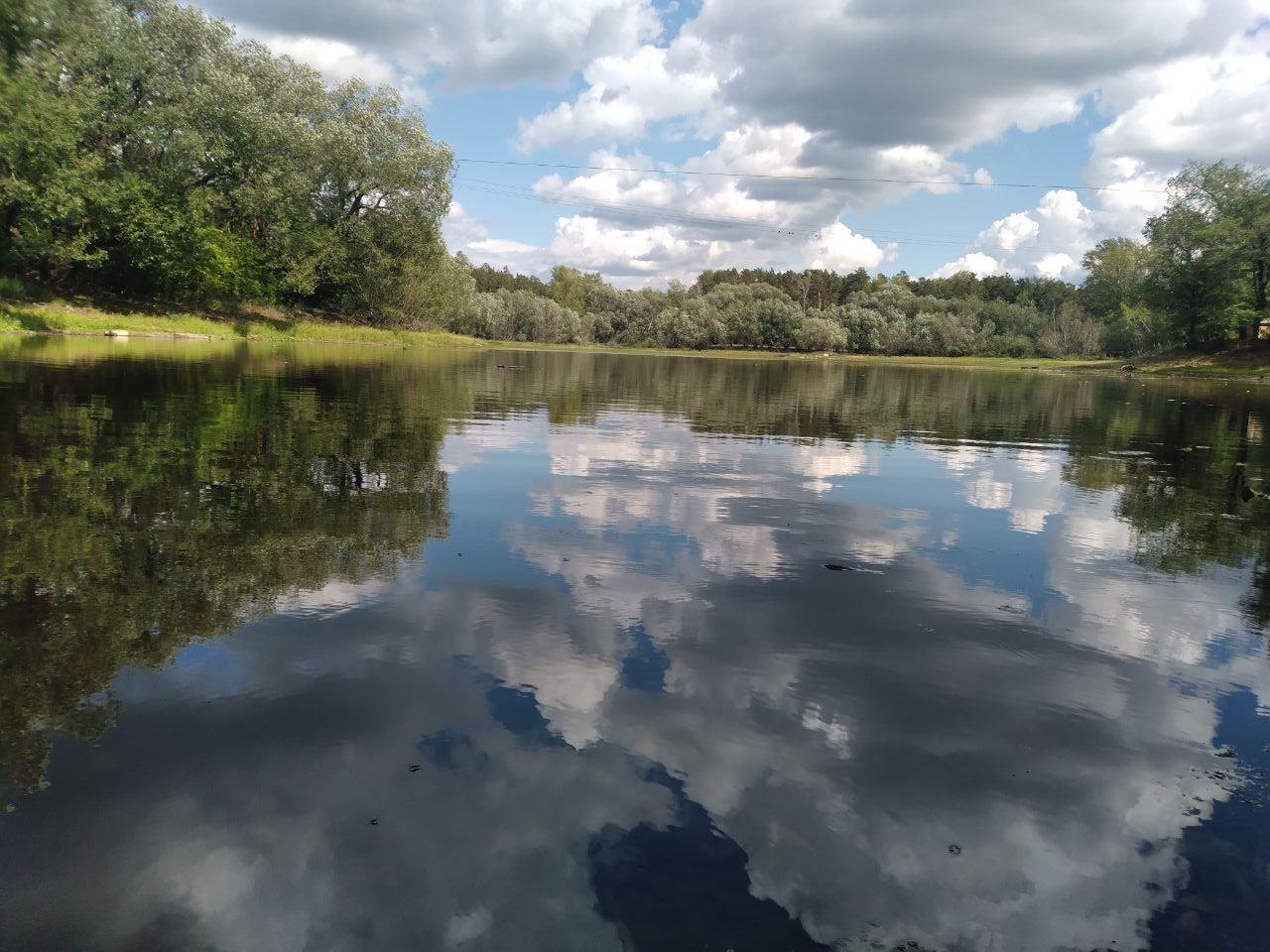
Озеро «Бармашино». Район БСХТ

Первая здравница на Щучьем озере появилась в районе Бармашино в 1927 году.
Сегодня на территории Щучинско-Боровской курортной зоны расположено большое количество санаториев, профилакториев, домов отдыха, спортивно-оздоровительных лагерей. Десятки тысяч человек из разных уголков Казахстана, стран СНГ и дальнего зарубежья приезжают сюда, чтобы отдохнуть и поправить своё здоровье.
Местные природно-климатические условия благоприятствуют лечению заболеваний органов дыхания, желудочно-кишечного тракта, сердечно-сосудистой системы и опорно-двигательного аппарата.

Туристов привлекает обилие чистых озёр, красивые горы, чистый курортный воздух, а также кумыс, лечебные грязи и минеральные источники. К услугам отдыхающих — чистые пляжи, прокат лодок и катамаранов, разнообразные туристические маршруты. Популярные экскурсии турфирм: «Боровое — жемчужина Казахстана», «Боровое — кузница здоровья», «Зелёное ожерелье Синегорья».

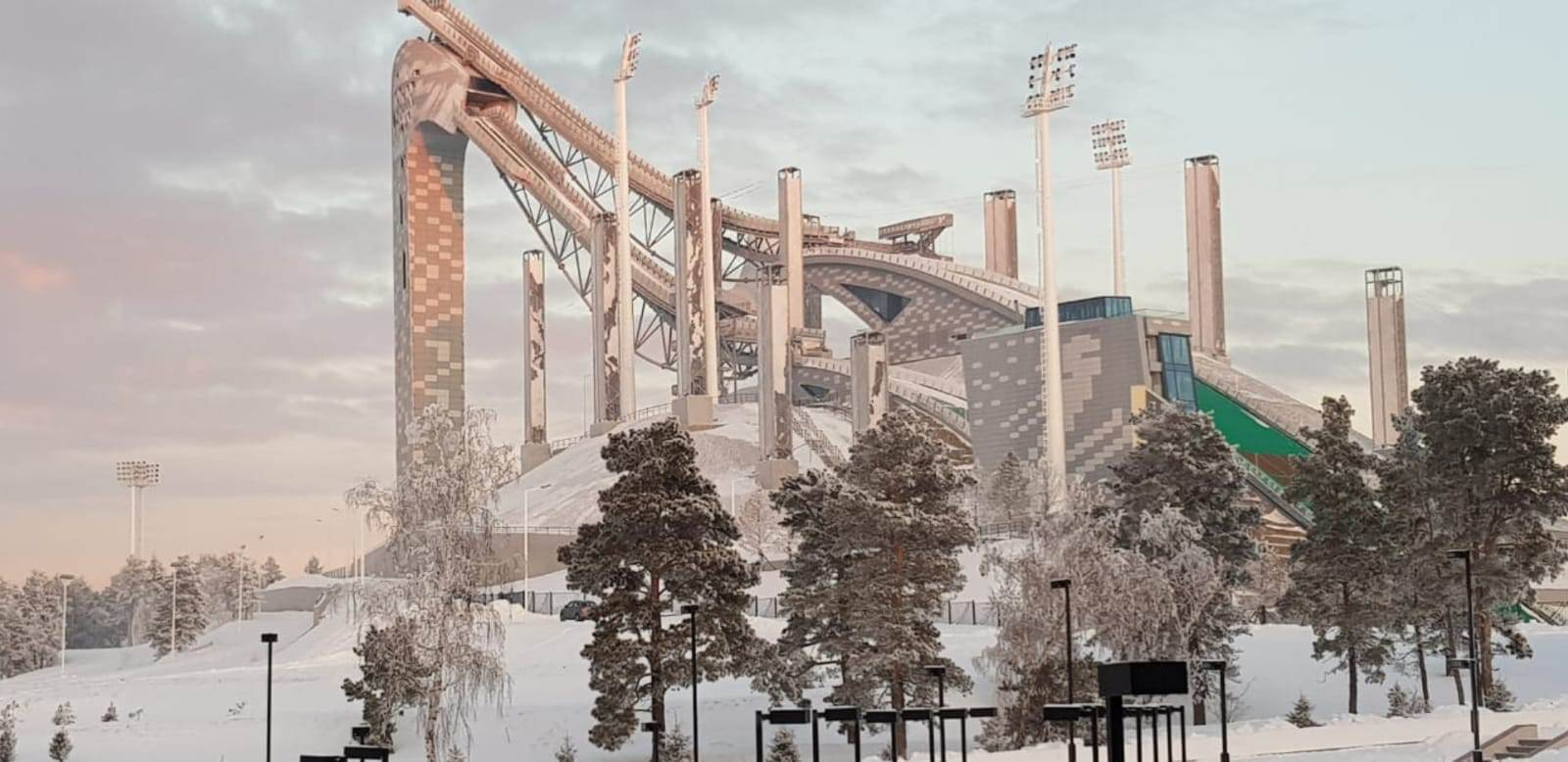
ЦОП

Ведущие центры оздоровления и отдыха на озере Щучье
- Санаторий «Светлый»
- Санаторий-профилакторий «Зелёный бор»
- Санаторий «Щучинский»
- Санаторий «Алмаз»
- Отель «Самал»
- Пансионат «Жумбактас»
- Парк-отель «Kokshetau»
- Отель «Rixos Borovoe»
- Республиканский учебно-оздоровительный центр "Балдаурен"

В 1960-е годы на территории курортной зоны был создан Государственный национальный парк «Бурабай», в цели которого входило показать разнообразие фауны региона и обосновать необходимость её защиты и охраны. На его базе был открыт Музей природы с небольшим зооуголком (олени, косули, зайцы, белки), содержащий четыре зала: полевая и степная фауна края, луговые и болотные птицы, крупные дикие звери, образцы растительности и минералов, а также обзорный макет лесоохотничьего хозяйства.
В городе расположен дендропарк с огромным количеством растений разных климатических зон, многие из которых занесены в Красную книгу.

## Достопримечательности

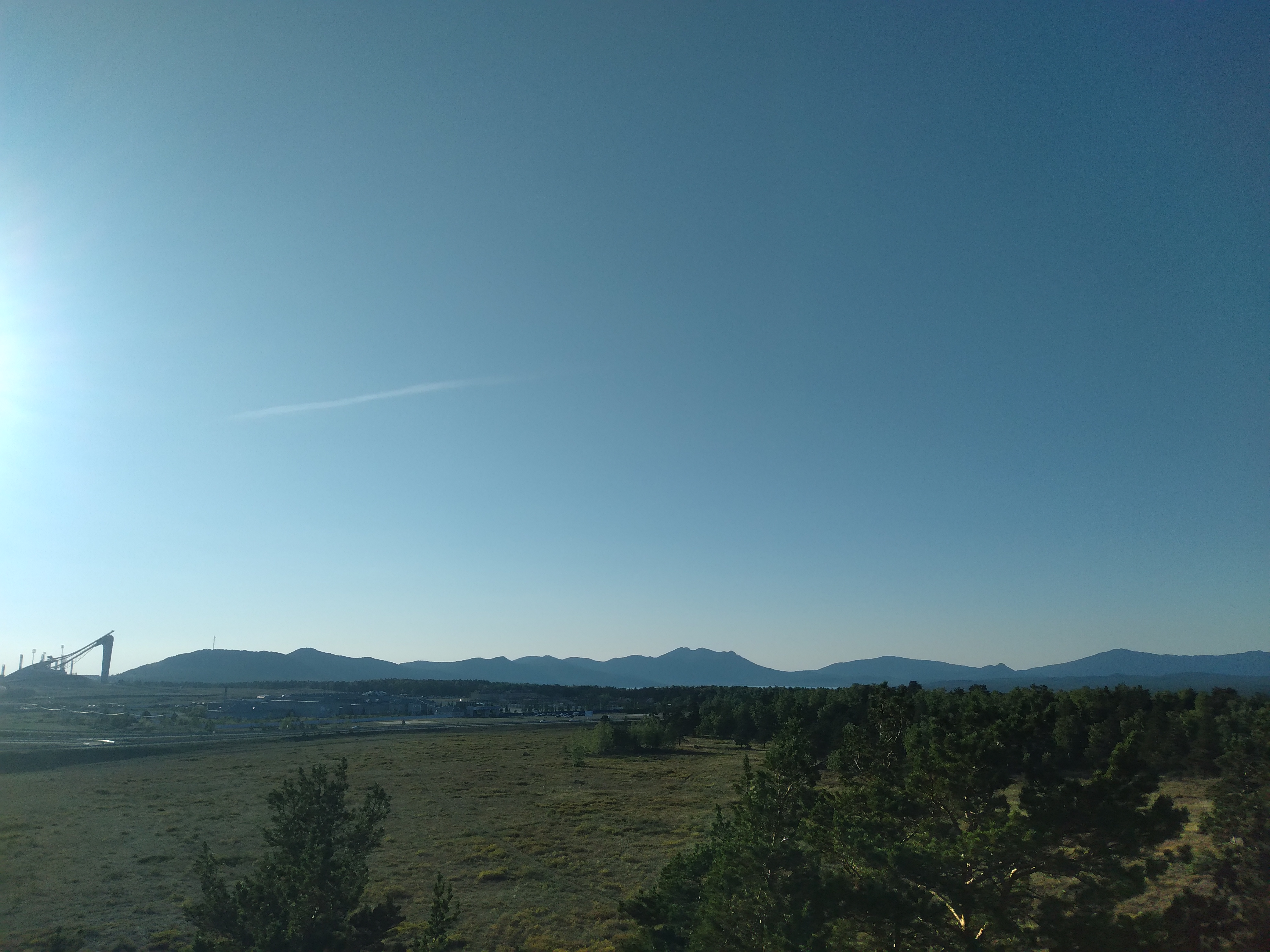
«Малая каменуха»

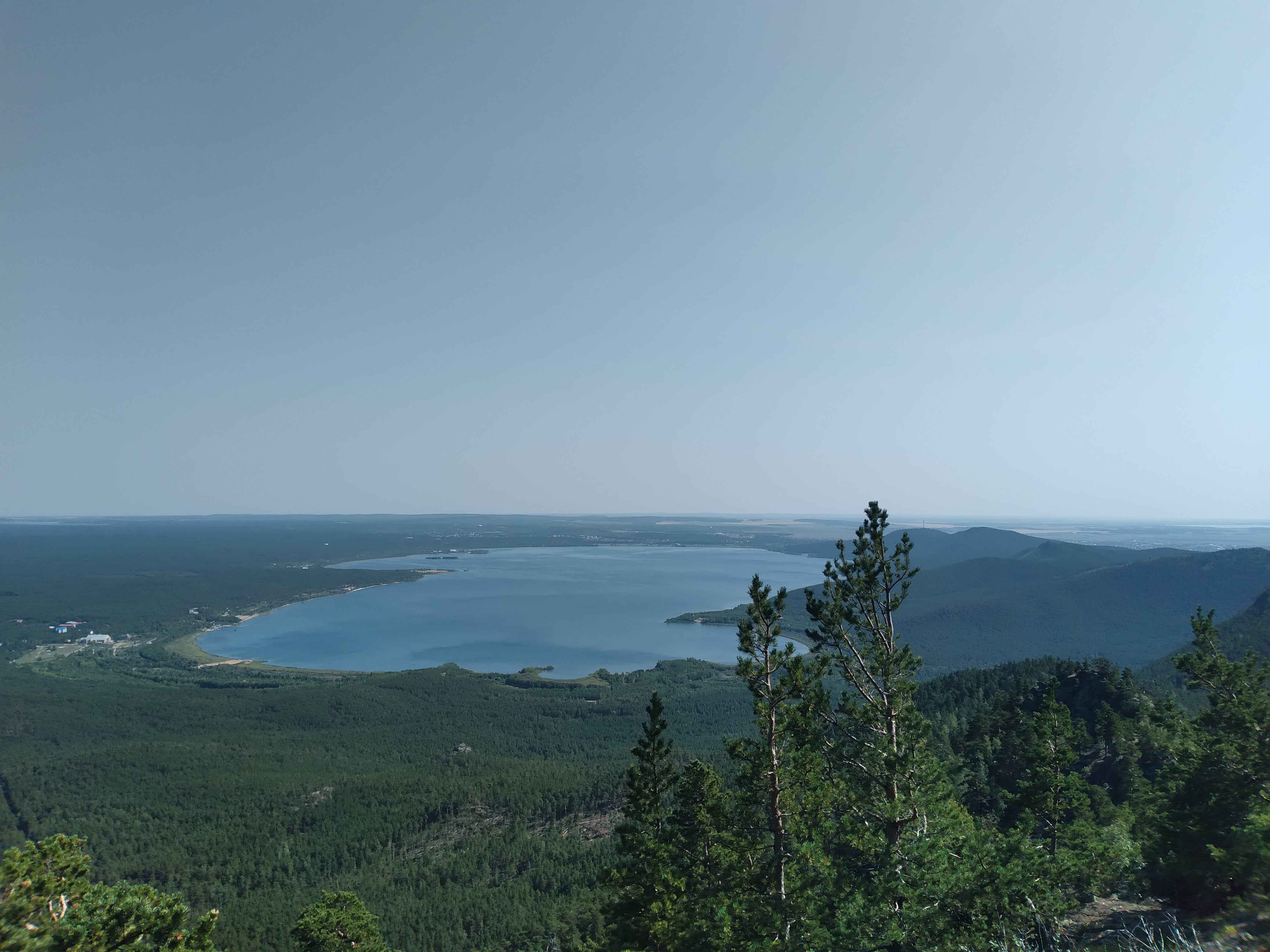
Озеро «Щучье»

- Озеро «Щучье»Центр города — «Центральный парк», «Аллея Памяти», «Дендропарк», территория гольф-клуба «Burabay», Мемориал Великой Отечественной Войны и Афганской Войны
- Микрорайон «Заречный» — «Республиканская лыжная база», река Кылшакты
- Гора «Телевышка» — буквы «BURABAY», карьер «Малый забой»
- Микрорайон «Карьер» — карьер «Большой забой», «гора Щучинская», гора «Орлиные гнезда»
- Микрорайон «Институт» — «Еловая аллея», пруд «Ботанический», «Дендрарий»
- Район кадетского корпуса — гора «Малая каменуха»
- Микрорайон БСХТ — озеро «Бармашино», «Конный двор», «Дендропарк»
- Озеро Щучье — «Казахстанская Лапландия»

## Религия
Русская православная церковь
Первая церковь в станице Щучинской появилась в 1881 году — Михаило-Архангельская церковь. Ныне Щучинск административно относится к Макинскому городскому благочинению Кокшетауской и Акмолинской епархии Казахстанского митрополичьего округа Русской православной церкви (МП). Богослужения проводятся в Храме Архистратига Михаила (ул. Октябрьская, д. 45), построенном в 1952 году.
Ислам
Мечеть в Щучинске, открытая в 2009 году, располагается на ул. Трудовая, 2а.
Римско-католическая церковь
Католичество на территории города Щучинск административно относится к Кокшетаускому деканату Архиепархии Пресвятой Девы Марии. Действует Римско-католический приход Святого Авраама. Богослужения проводятся в Храме Царицы Семей (ул. Сакена Сейфуллина, 20) (освящен в 2015 году).
Новоапостольская церковь
Молитвенный дом находится на ул. Анатолия Луначарского, 50.

## Известные уроженцы
- Борис Николаев (1924—2007) — советский и российский художник, участник войны. Родился и до пяти лет жил в Щучинске. Был членом Союза художников СССР и членом правления Омской организации Союза художников РСФСР.
- Александр Чудаков (1938—2005) — советский и российский литературовед и писатель. В романе «Ложится мгла на старые ступени», за который в 2011 году Чудакову была посмертно присуждена премия «Русский Букер десятилетия», город сороковых-пятидесятых годов описан под именем «Чебачинск».
- Александр Веретельный[пол.] (р. 1947) — тренер по лыжным гонкам, воспитавший польскую Олимпийскую чемпионку Юстину Ковальчик-Текиели. Начал свою тренерскую карьеру в Щучинске, некоторое время жил в Щучинске.
- Сергей Дорогов (р. 1959) — советский и российский актёр театра и кино. Родился и некоторое время жил в Щучинске. Снимался в телесериалах («Неотложка», «Кадетство», «Марш Турецкого», «Папины дочки», скетч-шоу «6 кадров») и художественных фильмах («Любовь-морковь», «Тариф новогодний»).
- Сергей Одинцов (р. 1959)— доктор физико-математических наук, профессор Томского ГПУ, иностранный член Норвежской академии наук. В качестве приглашённого профессора преподавал в университетах разных стран: Испания, Норвегия, Япония, Колумбия, Мексика, США и др. Автор более 400 научных работ по теории гравитации, математической физике и космологии. Родился и вырос в Щучинске.
- Досбол Касымов (р. 1960) — казахстанский художник, Член Союза художников Республики Казахстан, заслуженный деятель искусств Республики Казахстан. Мастер станковой живописи. Родился в Щучинске.
- Владимир Смирнов (р. 1964) — спортсмен-лыжник, Олимпийский чемпион, член исполкома Международного олимпийского комитета, Заслуженный мастер спорта СССР (1988), четырёхкратный чемпион мира, многократный серебряный и бронзовый призёр Олимпийских игр, многократный чемпион СССР по лыжным гонкам.
- Светлана Капанина (р. 1968) — российская лётчица, член сборной команды России по высшему пилотажу. Чемпионка мира по высшему пилотажу.
- Николай Чеботько (1982—2021) — казахстанский лыжник, заслуженный мастер спорта, бронзовый призёр чемпионата мира по лыжным гонкам 2013 года, победитель этапа Кубка мира по лыжным гонкам в 2012 году, участник четырёх Олимпийских игр.
- Евгений Кошевой (р. 1984) — казахстанский лыжник, чемпион Всемирной Зимней Универсиады 2005 года, участник трёх чемпионатов мира, двух Олимпийских игр. Родился и живёт в Щучинске.
- Евгений Величко (р. 1987) — казахстанский лыжник, серебряный призёр Всемирной Зимней Универсиады 2015 года, участник четырёх чемпионатов мира, двух Олимпийских игр.
- Алина Райкова (р. 1991) — казахстанская биатлонистка, чемпионка Всемирной Зимней Универсиады 2015 года и Всемирной Зимней Универсиады 2017 года, участница четырёх чемпионатов мира, Олимпийских игр 2014 года.

## Города-побратимы
- Джермук[19]